# GG Водолея
GG Водолея (лат. GG Aquarii) — одиночная переменная звезда в созвездии Водолея на расстоянии (вычисленном из значения параллакса) приблизительно 22509 световых лет (около 6901 парсека) от Солнца. Видимая звёздная величина звезды — от +15,1m до +14,2m.

## Характеристики
GG Водолея — жёлто-белая пульсирующая переменная звезда типа RR Лиры (RRAB) спектрального класса F. Эффективная температура — около 6685 К.